# Liste der Menhire in Bayern
Die Liste der Menhire in Bayern umfasst alle bekannten Menhire auf dem Gebiet des heutigen Bundeslandes Bayern.

## Liste der Menhire
- Menhir: Nennt die Bezeichnung des Menhirs sowie gebräuchliche Alternativbezeichnungen
- Ort: Nennt die Gemeinde und ggf. den Ortsteil, in dem sich der Menhir befindet.
- Landkreis: Nennt den Landkreis, dem die Gemeinde angehört. ER: Erlangen; FRG: Landkreis Freyung-Grafenau; HO: Landkreis Hof; NEA: Landkreis Neustadt an der Aisch-Bad Windsheim
- Typ: Unterscheidung verschiedener Untertypen:[1]
  - verzierter Menhir: ein einzeln stehender, verzierter und nicht mit einem Grab verbundener Stein
  - Rillenstein: ein aufgerichteter Stein mit Rillenverzierung
  - Steinkreis: eine Gruppe aufgerichteter Steine mit kreisförmiger Anordnung
  - Steinreihe: eine Gruppe aufgerichteter Steine mit linearer Anordnung
  - Monolith: sonstiger Stein mit Menhircharakter

| Menhir                           | Ort                        | Landkreis | Typ               | Anmerkungen | Bild                                                 |
| -------------------------------- | -------------------------- | --------- | ----------------- | --- | ---------------------------------------------------- |
| Statuenmenhir von Gallmersgarten | Gallmersgarten             | NEA       | verzierter Menhir | 110 cm hohe vollplastisch ausgearbeitete Sandsteinstele in Menschengestalt, bei Baggerarbeiten in 1,5 m Tiefe gefunden und gilt als älteste bekannte Statue Bayerns. | Statuenmenhir von Gallmersgarten im Gollachgaumuseum |
| Monolith von Grafenau            | Grafenau                   | FRG       | Monolith          | |                                                      |
| Kosbacher Altar                  | Erlangen, OT Kosbach       | ER        | Rillenstein       | | Kosbacher Altar (Kopie)                              |
| Zwölf Apostel (Langenbach)       | Geroldsgrün, OT Langenbach | HO        | Steinreihe        | nordsüdlich verlaufende Reihe aus zwölf Steinen; möglicherweise mittelalterlich oder neuzeitlich                                                                     | Zwölf Apostel von Langenbach                         |
| Steinreihe von Langenbach        | Geroldsgrün, OT Langenbach | HO        | Steinreihe        | nordwest-südöstlich verlaufende Reihe aus fünf Steinen in der Nähe der Zwölf Apostel; möglicherweise neuzeitlich                                                     |                                                      |
| Monolith von Neidberg            | Ringelai, OT Neidberg      | FRG       | Monolith          | möglicher Menhir |                                                      |
| Steinkreis von Ringelai          | Ringelai                   | FRG       | Steinkreis        | |                                                      |